# Pieni-Kusia
Pieni-Kusia eller Pieni Kusianjärvi är en sjö i Finland. Den ligger i kommunen Sotkamo i landskapet Kajanaland, i den centrala delen av landet, 500 km norr om huvudstaden Helsingfors. Pieni-Kusia ligger 195 meter över havet. Arean är 32,6 hektar och strandlinjen är 2,72 kilometer lång. Sjön  ingår i Uleälvens huvudavrinningsområde.   Den sträcker sig 0,7 kilometer i nord-sydlig riktning, och 1,0 kilometer i öst-västlig riktning.